# Mark Millar (labdarúgó)
Mark Millar (Greenock, 1988. február 23. –) skót labdarúgó. A 2009–10-es szezonban kölcsönben játszott az Újpestnél. Posztja középpályás, leginkább a pálya közepén érzi otthon magát.

## Pályafutása
Pályafutását, a Celtic korosztályos csapataiban kezdte, később a skót utánpótlás-válogatottban is bemutatkozhatott. Jelenlegi edzőjével, Willie McStay-el, korábban is dolgozott együtt, igaz még Skóciában. 2009-10-es szezon első felében 8 mérkőzésen lépett pályára, gólt nem szerzett, de a tavaszi szezonra a csapat alapemberévé vált Sándor György eladása miatt, így tavasszal minden mérkőzésen szerepelt, és a bizalmat 1 góllal hálálta meg.

## Sikerei, díjai
- Falkirk
  - Scottish Challenge Cup: 2011-12
- Livingston
  - Skót harmadosztály: 2016-17